# 東京外国語学校 (旧制)
| 東京外国語学校 （東京外語） | 東京外国語学校 （東京外語）         |
| --------------------------- | ----------------------------------- |
| 創立                        | 1899年                              |
| 所在地                      | 東京市神田区 （現・東京都千代田区） |
| 初代校長                    | 神田乃武                            |
| 廃止                        | 1951年                              |
| 後身校                      | 東京外国語大学                      |
| 同窓会                      | 東京外語会                          |

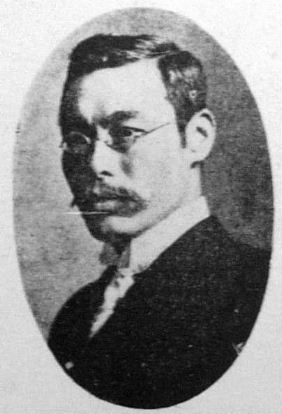
二葉亭四迷 / 旧外語の併合・廃止に反対し中退、のち新東京外語の教官を短期間務めた

旧制東京外国語学校（きゅうせいとうきょうがいこくごがっこう）は、1899年（明治32年）4月東京市に設立された旧制専門学校である。略称は「東京外語」。
この項では前身である1873年設立の「（旧）東京外国語学校」（旧外語）および改称（1944年）後の「東京外事専門学校」（東京外専）も含め記述する。

## 概要

### 旧外語
- 1873年に既設の官立外国語教育機関を統合し設立された。翌74年までに東京を含め全国で計8校の設立をみた官立外国語学校のなかでは最初のものである[注釈 1]。略して「語学校」とも称された。
- 当初は英・仏・独・清（中国）・魯（ロシア）の5語科が設置された（のち英語科が分離し朝鮮語科が増設）。高等教育の基礎としての外国語教育と通訳養成のための教育という二重の役割を持っていた。
- 東京外国語学校の学生が東京商業学校へ併合されると発表された時、併合に対し学生が激しく反発し中退者も出現した。
- 1885年までに英・仏・独3語科は東京大学予備門（第一高等学校 - 現東京大学の前身）、その他の語科は東京商業学校（後の東京商科大学、東京高商を経て現在の新制一橋大学の前身）に吸収合併、僅か12年で旧外語は廃止された。
- 新東京外語（およびその後身の東京外国語大学）のみならず一橋大学の源流とみなされている（旧外語の一ツ橋校地は旧制の東京高商 - 東京商大を経て新制一橋大に継承され大学名の由来となっている）。

### 新外語
- 1899年に高等商業学校（先述の東京商業学校を改称）から分離独立し発足した。
- 外国語教育を行う官立の専門学校（旧制外国語学校）としては日本最初である。
- 修業年限4年の本科（文科、貿易科、拓殖科、英・仏・独・露・伊・西・葡・支那・蒙古・泰・馬来・ヒンドスタニー・タミル語部）、選科、研究科、支那語特修科を設置した（1940年時点）。旧外語と比べ、国策による在外実務者養成の機関という性格がより色濃かったといわれる。また旧制高等学校 - 帝国大学では充分に教育されていなかった、よりマイナーなアジア・中南米の諸言語を講義する点において特徴があった。
- 第二次世界大戦中に「東京外事専門学校」と改称した。
- 新制東京外国語大学の前身校である。

## 沿革

### 源流諸校
- 1871年：外務省「独魯清語学所」設置。
- 1872年：外務省「韓語学所」を長崎県下県郡（現・対馬市）厳原町久田道町の光清寺内に設置。
- 1873年3月：「独逸学教場」設置。
- 1873年4月：開成学校設立。
  - 語学課程と専門学課程（73年8月設置）があり、後者は東京開成学校への改組（74年5月）を経て77年4月、旧制東京大学（東京帝国大学 - 新制東京大学の前身）となる。
- 1873年5月：独魯清語学所を外務省より文部省に移管し「外国語学所」と改称。
- 1873年8月：厳原韓語学所が廃止される。
- 1873年10月：韓国の釜山にある草梁倭館の中の篭懸屋に二代目の韓語学所が開設される。

### 旧東京外語時代
- 1873年11月4日：学制二編により開成学校語学課程（英・独・仏の3科）・独逸学教場・外国語学所を併合し（旧）東京外国語学校設立。
  - 英・仏・独・清・魯（露）の5語学科を設置。
  - なお現在の東京外大はこれをもって「建学」の年としている。
- 1874年12月24日:英語科が「東京英語学校」として分離独立。4語学科となる。
  - のち大学予備門と改称、第一高等学校（現・東京大学教養学部）の前身となる。
- 1880年3月：釜山草梁韓語学所が東京外国語学校に移転・統合する。
- 1884年：所属（附属）高等商業学校を設置。
  - 修業年限4年、入学資格：16歳以上、初等中学科卒業程度。
- 1885年8月14日：仏・独語学科が東京大学予備門に移行。3語学科となる。
- 1885年9月21日：東京外国語学校・同校所属高等商業学校および（旧）東京商業学校を統合し（新）東京商業学校発足。
  - 旧（東京外語）所属高等商業学校は「第一部」、東京商業学校は「第二部」、東京外国語学校は「第三部」と改編された。
  - 新学校の校長には前東京商業学校校長の矢野二郎が就任し、事実上東京商業学校への併合だった。
- 1886年1月：東京商業学校第一部を「高等部」、第二部を「普通部」、第三部を「語学部」と改称。
- 1886年2月25日：東京商業学校高等部・語学部を廃止（旧外語の消滅）。

### 高商併合時代
- 1896年：第9帝国議会で衆議院・貴族院が外国語学校の開設を建議。
  - 衆議院の建議書によれば日清戦争後、露・中・朝など極東諸国との交流が密になることを予測し、外交・商業の実務者育成を提言するものであった。
- 1897年4月22日：高等商業学校（東京商業学校が1887年改称）附属外国語学校設置。
  - 英・仏・独・露・西・清・韓の7語学科を設置。修業年限3年。
  - 現在の東京外大はこれをもって「創立」の年とし、学則により4月22日を創立記念日と定めている。

### （新）東京外語時代
- 1899年4月4日：高商附属外国語学校を東京外国語学校と改称し分離した。
  - 文部省管轄3官立専門学校の一つとなり、各科を修業年限3年の正科および2年の別科に区分。伊語学科を新設。
  - 現在の東京外大はこれをもって「独立」の年としている。
- 1911年1月：蒙古・暹羅・馬来・ヒンドスタニー・タミルの5学科を新設、13語学科となる。韓語学科を朝鮮語学科と改称。
- 1913年：清語学科を支那語学科と改称。
- 1916年1月17日：葡語科が新設。14学科となる。
- 1919年9月4日：各学科を「部」と改称し、各部に文科・貿易科・拓殖科の分科を設ける。
- 1927年3月28日：朝鮮語部を廃止し13語部となる。本科の修業年限4年に延長。
- 1941年5月21日：暹羅語部を泰語部に改称。

### 東京外専時代
- 1944年4月26日：東京外事専門学校と改称。
  - 修業年限を3年に短縮し、第一部（支那、蒙古、タイ、マライ、インド、ビルマ、フィリピン、イスパニヤ、ポルトガルの9科）および第二部（ドイツ、フランス、ロシヤ、イタリヤ、英米の5科）を設置。さらに別科として専修科（修業年限2年）および速成科（1年）を設置。
- 1946年7月22日：支那科を中国科、タイ科をシャム科に改称。
- 1946年8月16日：マライ科をインドネシヤ科に、フイリピン科をフイリッピン科に改称。
- 1949年5月31日：新制東京外国語大学設立にともない同大学に包括、東京外国語大学東京外事専門学校と改称。
- 1951年3月31日：廃止。

## 歴代校長

### （旧）東京外国語学校長
- 初代：伴正順（1873年11月5日 - 1873年12月19日）
  - 兼勤。開成学校副長。
- 第2代：畠山義成（1873年12月19日 - 1874年5月4日）
  - 兼勤。開成学校長。
  - 1874年2月18日[4] - 4月20日：畠山校長九州出張のため[5]文部省学校課長辻新次が校長事務取扱兼勤（開成学校長事務取扱も兼勤）。
- 第3代：柳本直太郎（1874年5月5日 - 1874年9月30日）
- 第4代：肥田昭作（1874年9月30日 - ）
  - 1874年12月に東京英語学校長に転じ、以後は兼勤。
- 第5代：中江篤介（1875年4月23日 - 1875年5月7日）[6]
  - 儒教的教育方針を主張して紛争を起こしわずか数週間で退任。
- 第6代：肥田昭作（1875年5月31日 - 1875年8月15日）[7]
  - 兼任。東京英語学校長。
- 第7代：渡部温（1875年7月18日[8] - 1877年1月12日[9]）
- 第8代：内村良蔵（1877年1月12日[10] - 1885年9月21日）

### 高等商業学校附属外国語学校主事
- 神田乃武（1897年8月27日 - 1899年4月22日?）
  - 高等商業学校教授。神田孝平の養子。のち新外語初代校長。

### 東京外国語学校長
- 初代：神田乃武（1899年4月21日 - 1900年4月7日）
  - 海外留学により辞職。
- 第2代：上田万年（1900年4月7日 - 1900年11月20日）
  - 神田校長退任により校長事務取扱。文部省専門学務局長と兼任（文学博士）。
- 第3代：高楠順次郎（1900年11月20日 - 1908年7月27日）
  - 東京帝国大学文科大学（のち東京帝大文学部）教授と兼任。
- 第4代：村上直次郎（1908年7月27日 - 1918年9月14日）
  - 東京音楽学校（東京芸大の前身）校長に転じ退任。
- 第5代：茨木清次郎（1918年9月14日 - 1919年4月15日）
  - 東京音楽学校校長より転じる。松本高校（信州大の前身）校長に転じ退任。
- 第6代：長屋順耳（1919年4月15日 - 1932年8月4日）
  - 文部省督学官。女子学習院（学習院女子大の前身）院長に転じ退任。
- 第7代：戸沢正保（1932年8月4日 - 1938年12月22日）
  - 弘前高校（弘前大の前身）校長より転じる。定年により退任。
- 第8代：石井忠純（1938年12月22日 - 1943年9月25日）
  - 文部省図書局長より転じる。四高校長に転じ退任。
- 第9代：大畑文七（1943年11月1日 - 1944年4月1日）
  - 1943年9月25日 - 11月1日：井手義行が大畑校長着任に先立ち校長事務取扱。
  - 海軍司政官より転じる。

### 東京外事専門学校長
- 初代：大畑文七（1944年4月1日 - 1945年6月10日）
  - 四国地方総監府第三部長に転じ退任。
- 第2代：井手義行（1945年6月10日 - 1949年8月30日）
  - 1945年6月10日 - 7月18日：大畑校長退任により校長事務取扱。
- 第3代：澤田節蔵（1949年8月30日 - 1951年3月31日）
  - 元ブラジル駐在特命全権大使。東京外大初代学長と兼任。

## 校地の変遷と継承

### 一ツ橋校舎
1873年設立の旧外語の校地は第一大学区東京第四大区二小区一ツ橋通町1番地（現東京都千代田区一ツ橋2丁目）に置かれた（一ツ橋校舎）。一ツ橋校地は旧外語と東京商業学校との合併により後者の校地となったため、当時の外語学生は「庇を貸して母屋を取られる」と評した。一ツ橋校舎は東京商業学校の後身たる東京高等商業学校 - 東京商科大学に継承されたが、関東大震災後の1927年、東京商大の施設の大半は国立・小平に移転（現在の一橋大国立・小平キャンパス）したため、同校地は南半が一橋大神田キャンパス（一橋講堂（現・一橋記念講堂および学術総合センター）および如水会館）となり北半は共立女子大学キャンパス（共立講堂など）に分割され現在に至っている。また如水会館の隣には「東京外国語学校発祥の地」の碑が建立された。

### 錦町校舎
1897年に設置された高等商業学校附属外国語学校は東京市神田区錦町3丁目3番地の高商運動場に設けられ、1899年に新外語が東京高商より分離して設立されると、その校舎は同じ錦町3丁目14番地（錦町校舎 / 現千代田区神田錦町3丁目）に設置された。錦町校舎は1913年2月20日の神田大火による校舎全焼などを経ながらも基本的には1921年4月10日麹町区元衛町1番地（現千代田区大手町1丁目）の旧近衛騎兵連隊跡地に新校舎が建設（元衛町校舎）され、ここに移転するまで使用された。

### 元衛町校舎・竹平町校舎
ところが新しい元衛町校舎は1923年9月1日の関東大震災で附属建物を除き全焼、このため被災直後には牛込区市ヶ谷の陸軍士官学校の一部を仮校舎として使用、さらに翌24年3月3日以降は麹町区竹平町1番地の文部省跡地に仮校舎が新築された（竹平町校舎）。この校舎はあくまで、新校地への移転までの一時的使用に供されるため設けられたものであったが、実際には新校舎建設・移転のための国家予算がつかなかったためその後長期間にわたり使用された。元衛町校舎・竹平町校舎の跡地には現在気象庁および毎日新聞社本社社屋がそれぞれ建てられている。

### 西ヶ原校舎と戦災
竹平町仮校舎の時代を経て東京外語は最終的に1940年7月24日滝野川区西ヶ原町（現北区）の元海軍爆薬部跡に木造校舎を新築、1944年5月31日までに竹平町から書庫を除き西ヶ原新校舎への移転が完了した（西ヶ原校舎）。しかし西ヶ原校地は早くも翌45年4月13日の戦災で校舎等が全焼、このため板橋区上石神井1丁目79番地の智山中学校校舎および東京工業専門学校の電波兵器技術専修学校跡地を仮校舎として借用（石神井校舎）し、前者を「本館」、後者を「旧館」と称した。このような苦労を経て学制改革による新制移行直前の1949年3月23日ようやく西ヶ原校地に木造校舎が新築され復帰を果たすことができた。西ヶ原校地は東京外大西ヶ原キャンパスとして継承され戦後長く使用されたが2000年以降府中キャンパスへ移転し、跡地には西ヶ原みんなの公園や福祉施設が設置された。また石神井仮校舎の跡地には、現在かつての本館跡に早稲田大学高等学院・中学部、旧館跡に東京学芸大学生寮が建てられている。

## 著名な出身者・教員

### 出身者
旧外語
- 黒田清輝：洋画家。白馬会結成。帝国美術院長。
- 黒野義文：1874年3月露語学科最上級(第1期生)入学、在学のまま教員となり露語助教諭。長年ペテルブルク大学で日本語を教え、多くの日本学研究者を育てた。
- 平生釟三郎：1881年入学。実業家・政治家・教育者。川崎造船所および日本製鐵社長、貴族院議員、文部大臣など歴任。旧制甲南高等学校（甲南大学などの前身）創立。
- 永井荷風：清語科に入学するも除籍。小説家。『濹東綺譚』など。
- 新渡戸稲造：1873年英語科入学。農学者・教育者・国際連盟事務次長。
- 梅謙次郎：仏語科卒業。法学者・法制局長官。旧民法・商法の起草に関与。東京法学校（法政大学の前身）創立者の一人。
- 寺尾寿：1873年仏語科入学。天文学者・初代東京天文台長。東京物理学校（東京理科大学の前身）創立者の一人。
- 二葉亭四迷（長谷川辰之助）：1882年5月に露語科に入学、旧外語廃止に反発し1886年1月19日東京商業学校第三部露語科を中退。新外語設立にともない短期間露語科講師を務めた。小説家・ロシア文学者。『浮雲』・『平凡』など。
- 嵯峨の屋おむろ（矢崎鎮四郎）。明治期の日本の小説家、翻訳家、評論家。坪内逍遥の門下。
- 宮島大八：旧米沢藩士宮島誠一郎の子で興亜会支那語学校の廃校により清語科に編入するも二葉亭四迷とともに中退。中国語の私塾「善隣書院」を主宰、新外語設立にともない短期間清語科講師を務める。戦前期日本で最も標準的な中国語教科書として知られた『官話急就篇』（1904年刊）を著す。
- 末岡精一：1874年入学。法学者。日本法律学校創立者の一人。
- 富井政章：1874年仏語科入学。民法学者として旧民法の起草に関与。対露主戦論を建白した「七博士」の一人。
- 児玉謙次：銀行家。横浜正金銀行頭取など。
- 村井弦斎：1881年露語科中退。ジャーナリスト・小説家。グルメ小説『食道楽』など。
- 木場貞長：文部次官、貴族院議員。 / 東京第二番中学（のち新制外国語学校に吸収）を経て入学。
- 山口鋠：仏語科卒業後陸軍士官学校へ。陸軍少佐。八甲田山雪中行軍遭難事件で青森第五連隊を率いて遭難。旧外語第5代校長渡部温の義弟。

新外語・外専
- 鮎貝房之進 : 歴史学者、言語学者、歌人。
- 井上勇：翻訳家。
- 潮田五郎：本科英米科卒業。代々木ゼミナール英語科教師。
- 可児徳：1899年別科入学。体育学者[11]。
- 小島秀雄：1921年独語科海軍委託学生。海軍少将。
- 中瀬泝：1922年露語学科聴講生。海軍少将。
- 前田義徳：伊語科卒業。NHK会長。
- 神西清：露西亜語学科卒業。翻訳家・ロシア文学者・小説家。
- 豊田貞次郎：英語科卒業。海軍大将。
- 内山岩太郎：西語科卒業。外交官・神奈川県知事。
- 松本勝明：中退。競輪選手。
- 大久保幸次：回教圏研究所所長。
- 細野正文：1906年露語学科修了。鉄道院主事。タイタニック号唯一の日本人乗客として知られる。
- 大井篤：英語科海軍委託派遣学生。1930年修了。海軍大佐。
- 中原中也：1933年専修科修了。詩人。
- 石川淳：1920年仏語科卒業。小説家。
- 新美南吉：1936年英語部文科文学卒業。童話作家。
- 飯村穣：1917年仏語科修了。陸軍中将。
- 芦田伸介：俳優。
- 米川正夫：ロシア文学者・翻訳家。
- 武井守成：伊語科卒業。作曲家。
- 五味川純平：英文科卒業。小説家。
- 有島生馬：伊語科卒業。洋画家。『白樺』同人。
- 笹沢美明：独語科卒業。詩人
- 嶋田的浦：俳人。
- 杉原荘介：考古学者。明治大学教授。
- 富永太郎：1922年仏語科入学。詩人・画家。
- 苫米地英俊：1909年英語科卒業。衆議院議員・学者・学校経営者。
- 植松正：1932年仏語専修科修了。刑法学者。
- 前嶋信次：仏語科卒業。歴史家・イスラーム学者。
- 蔵原惟人：露語学科卒業。文芸評論家。
- 永島直昭：露語学科中退。翻訳家。武者小路実篤主宰の「新しき村」に参加。
- 神吉晴夫：仏語科卒業。編集者・出版事業者。光文社社長。
- 櫛田民蔵：マルクス経済学者。労農派の論客。
- 近藤朔風：訳詞家。本名 逸五郎。英・独は既に堪能、外語では伊語科に学び、傍ら東京音楽学校選科（任意の科目履修）で声楽を受講。
- 矢島文夫：アラビア語学者。京都産業大学教授。宮城学院女子大学教授。
- 和田敏雄：ソ連の経済体制の研究者。北海道拓殖短期大学学長
- 森荘已池：露語学科中退。作家。第18回直木賞受賞。
- 古沢太穂：1938年専修科修了。俳人。

### 教員
出身者および校長在任者は除く。
旧外語
- レフ・メチニコフ（1838年 - 1888年）：ナロードニキ革命家で生物学者イリヤ・メチニコフの次兄。亡命中、大山巌の推挽により創立期の露語科で外国人講師を務め学生から人気があった（1873 - 75年）。日本亡命時の回想記として『亡命ロシア人の見た明治維新』（原題『日本の文明開化 - 明治』 / 1876年）・『回想の明治維新』（原題『日本における2年間勤務の思い出』 / 1883 - 84年）がある。
- 古川常一郎：露語科教授。二葉亭四迷の恩師。日本最初のロシア語辞書を編纂・刊行。
- 武内大造：独逸語科教授。日本最初のラジオドイツ語講座講師。

新外語・外専
- A・S・ホーンビー
- 本田増次郎
- ワルワーラ・ブブノワ：1927 - 45年ロシア語非常勤講師。画家。白系ロシア人として日本に亡命。